# Fernand Ochsé
Fernand Emile Didier Ochsé (Weimerskirch, 11 januari 1879 – Auschwitz-Birkenau, 5 augustus 1944) was een Frans componist, illustrator en ontwerper.

## Leven en werk
Fernand Ochsé werd geboren in een welgestelde Joodse familie, als zoon van Albert Ochsé, handelaar in ivoor en parelmoer, en Alice Fanny Dreyfus. Ochsé studeerde aan het Conservatorium van Parijs. Hij leerde er Reynaldo Hahn, Arthur Honegger en Maurice Ravel kennen, met wie hij bevriend bleef. Ochsé componeerde diverse liederen voor het theater. Hij was daarnaast onder meer verantwoordelijk  voor het decor van de première van Hahns operette Ciboulette, de kostuums voor de film La chute de la maison Usher (1928). Hij was illustrator van het tijdschrift La Revue musicale en ontwierp in 1934 de omslag voor een uitgave van chansons van de componist Pierre Octave Ferroud.
Samen met zijn oudere broer, de auteur Julien Ochsé (1874-1936), organiseerde hij lezingen en literaire salons in hun villa in Neuilly-sur-Seine. Nadat Julien overleed, hertrouwde Fernand in 1938 met diens weduwe, de Belgische beeldhouwster Louise Maijer (1884-1944). Om aan vervolging van de nazis te ontkomen, vluchtten zij in 1940 naar het door Italië bezet gebied in Frankrijk. Ze werden in juli 1944 in Cannes door de Gestapo gearresteerd en gevangengezet in Nice, waarna ze werden overgebracht naar het kamp Drancy. Op 31 juli 1944 werd het echtpaar met het laatste transport vanuit Frankrijk gedeporteerd naar het vernietigingskamp Auschwitz-Birkenau, waar ze op 5 augustus 1944 werden omgebracht.
Fernand Ochsé werd 65 jaar.

## Enkele werken
Zang en piano
- 1913: Le Parc. Poèmes des "Fêtes galantes" de Paul Verlaine. Compositie.  Berlijn: Adolph Fürstner.
- 1933: Ce que je préfère. Tekst en compositie. Parijs: Choudens.
- 1934: Ménage moderne. Compositie. Parijs: Coda.
- 1934: Réponse à Balzac. Compositie. Tekst Paul Dublin. Parijs: éditions Coda.
- 1934: Réponse à Balzac. Compositie. Tekst Paul Dublin. Parijs: éditions Coda.
- 1934: Vite et doucement. Compositie. Tekst Paul Dublin. Parijs: éditions Coda.
- 1934: Me v'là ! Compositie. Tekst Paul Dublin. Parijs: éditions Coda.
- 1935:  Sur les toits. Compositie. Tekst P.-G. Dublin. Parijs: S. Fox.
- 1935: L'Arithmétique. Compositie. Tekst P. G. Dublin. Parijs: S. Fox.
- Odelettes. Composition. Tekst Henri de Régnier. Parijs: Heugel.

Publicaties
- 1931: Propos sur le costume d'opérette, artikel in Le Figaro artistique illustré, januari 1931.
- 1934: omslag voor Trois Chansons de Jules Supervielle. Observatoire : Échanges - Pont supérieur van Pierre Octave Ferroud. Parijs: Durand.
- 1938: La poésie dans l'opérette, artikel in in Conferencia. Revue mensuelle des Lettres, 15 juli 1938.
- 1940: C'était hier. Tekst Gustave Nadaud. Orkest Marcel Cariven. Langspeelplaat.

- Bibliothèque nationale de France: cb14771430n (data)
- Gemeinsame Normdatei: 1152443321
- International Standard Name Identifier: 0000 0000 0139 7485
- Library of Congress Control Number: no2018038735
- MusicBrainz: c4b190ab-67e1-417d-a1a7-9ff6bd048bac
- Système universitaire de documentation: 221281657
- Virtual International Authority File: 71657483
- WorldCat: E39PBJycJXxpDggVVhcVwYxMT3